# Cyrtandra aurantiaca
Cyrtandra aurantiaca är en tvåhjärtbladig växtart som beskrevs av Brian Laurence Burtt. Cyrtandra aurantiaca ingår i släktet Cyrtandra och familjen Gesneriaceae. Inga underarter finns listade i Catalogue of Life.